# Partido Socialista Peruano
El Partido Socialista Peruano (PSP) fue una organización política de izquierda, fundada el 7 de octubre de 1928, por el político, filósofo, escritor y periodista José Carlos Mariátegui La Chira. Dos años después, tras la muerte del fundador, a través de Eudocio Ravines, el partido cambia de denominación a Partido Comunista Peruano.

## Historia

### Fundación
El 7 de octubre de 1928, José Carlos Mariátegui junto con Julio Portocarrero, Avelino Navarro, César Hinojosa, Fernando Borja, Ricardo Martínez La Torre y Bernardo Regman fundan el Partido Socialista Peruano (PSP), partido marxista, anti-feudal y antiimperialista, que tuvo en sus inicios una clara influencia de Mariátegui que proponía construir en América Latina un socialismo “sin calco ni copia” que sea aplicada a la realidad concreta de cada país aunque sin dejar de ser clasista y marxista, otra particularidad era que tenía como principales actores no solo al proletariado sino también al campesinado. El PSP sentaría las bases para la creación de la Confederación General de Trabajadores del Perú (CGTP) y tendría gran influencia en el movimiento obrero.

### Organigrama fundacional
- José Carlos Mariátegui: Secretario General
- Ricardo Martínez La Torre: Secretario de Propaganda
- Bernardo Regman: Tesorero
- Avelino Navarro: Coordinación sindical
- Manuel Hinojosa: Coordinación sindical

### Del PSP al PCP
En 1929, en el congreso de la facción latinoamericana de la III Internacional en Buenos Aires y Montevideo, los delegados del PSP Hugo Pesce y Julio Portocarrero exponen “El Problema de las razas” planteado por Mariátegui; sin embargo, la III Internacional terminó por descartar las tesis de Mariátegui, las mismas que caerían en el olvido en el seno del PSP luego de la muerte de Mariátegui, en abril de 1930.
Aquel año, Eudocio Ravines, nombrado Secretario General del PSP en reemplazo de Mariátegui poco antes de su muerte, comunica a la Komintern el cambio de nombre a Partido Comunista Peruano (PCP), acordado en la Sesión Plenaria del Comité Central desarrollada el 4 de marzo, oficializándose así su adhesión al movimiento internacional comunista.